# Kaiyi Shiyue
Kaiyi Shiyue (кит. 拾月) — городской электромобиль, выпускающийся с 2023 года суббрендом Kaiyi китайской компании Chery Automobile.

## Описание
В январе 2023 года компания Kaiyi Auto объявила о глубокой модернизации и расширении модельного ряда, представив прототип городского автомобиля, получивший название Kaiyi i-EA 01. Серийный вариант был представлен в октябре того же года под названием Kaiyi Shiyue. Кузов — трёхдверный хетчбэк, с четырёхместным салоном и острым силуэтом со многочисленными арками. Передняя и задняя части украшены каплевидными световыми плафонами.
Салон обтянут двухцветными материалами. Рулевое колесо имеет двухспицевую форму, при этом в центральной точке приборной панели расположен сенсорный экран мультимедийной системы.

## Shiyue Mate и QQ Duomi
Пятидверный хетчбэк, получивший название Kaiyi Shiyue Mate, был запущен в производство в апреле 2024 года. Колёсная база увеличена на 360 мм. С марта 2025 года выпускается ребеджинговый вариант Kaiyi Shiyue Mate, получивший название Chery QQ Duomi.

## Технические характеристики
Kaiyi Shiyue приводится в движение электродвигателями мощностью 47—54 л. с. В зависимости от аккумулятора, запас хода на одной зарядке составляет 155, 210 или 301 км.